# Egis
Egis es el nombre de una antigua ciudad griega de Laconia.
Estrabón menciona que cuando los heraclidas llegaron a Laconia, fortificaron la ciudad debido a su situación estratégica en los límites de Laconia con Arcadia y Mesenia.
En tiempos de Arquelao y de Carilao, según cuenta Pausanias, los lacedemonios se apoderaron de la ciudad perieca de Egis y vendieron a sus habitantes como esclavos al creer que ayudaban a los arcadios.
Se ha sugerido que debió estar situada cerca de la población actual de Kamara.